# Holliston (Massachusetts)
Holliston é uma vila localizada no condado de Middlesex no estado estadounidense de Massachusetts. No Censo de 2010 tinha uma população de 13.547 habitantes e uma densidade populacional de 274,45 pessoas por km².

## Geografia
Holliston encontra-se localizado nas coordenadas 42° 11′ 45″ N, 71° 27′ 12″ O. Segundo o Departamento do Censo dos Estados Unidos, Holliston tem uma superfície total de 49.36 km², da qual 48.29 km² correspondem a terra firme e (2.17%) 1.07 km² é água.

## Demografia
Segundo o censo de 2010, tinha 13.547 pessoas residindo em Holliston. A densidade populacional era de 274,45 hab./km². Dos 13.547 habitantes, Holliston estava composto pelo 94.67% brancos, o 0.87% eram afroamericanos, o 0.1% eram amerindios, o 2.49% eram asiáticos, o 0.01% eram insulares do Pacífico, o 0.78% eram de outras raças e o 1.09% pertenciam a duas ou mais raças. Do total da população o 1.82% eram hispanos ou latinos de qualquer raça.